# Geoff Robinson
Geoff Robinson (Nueva Gales del Sur, Australia, 14 de diciembre de 1957-3 de julio de 2024)fue un jugador y entrenador de rugby australiano que jugó en las posiciones de prop y second row.

## Carrera

### Jugador
| Periodo | Club                          | Partidos | Tries | Goles | Goles de Campo | Puntos |
| ------- | ----------------------------- | -------- | ----- | ----- | -------------- | ------ |
| 1977-84 | Canterbury-Bankstown Bulldogs | 125      | 4     | 0     | 0              | 13     |
| 1985–86 | Halifax Panthers              | 30       | 8     | 0     | 0              | 32     |
| 1986    | Canterbury-Bankstown Bulldogs | 14       | 2     | 0     | 0              | 8      |

### Entrenador
| Periodo   | Club                              |
| --------- | --------------------------------- |
| 1986-1991 | Canterbury-Bankstown Bulldogs U23 |
| 2007-2009 | Chester Hill Lions                |

## Muerte
Robinson batalló por varios años con un cáncer de lengua y garganta. Falleció de un ataque cardíaco el 3 de julio de 2024.

## Logros
- Rugby Football League Championship (1): 1985/86
- New South Wales Rugby League Championship (2): 1980, 1984